# Перга (село)
Пе́рга — село в Україні, в Коростенському районі Житомирської області. Входить до складу Олевської міської громади. Населення становить 416 осіб.

## Географія
У селі річка Перга впадає в Уборть.

## Історія
У 1906 році село  Юрівської волості Овруцького повіту Волинської губернії. Відстань від повітового міста 75 верст, від волості 5. Дворів 116, мешканців 724.
У липні 1920 року біля села точилися жорстокі бої Армії УНР з більшовиками.
19 листопада 1921 р. під час Листопадового рейду північніше Перги, повертаючись із походу, проходили залишки Волинської групи (командувач — Юрій Тютюнник) Армії Української Народної Республіки.
14 жовтня 1943 року німецькі окупанти спалили 135 дворів села Перга Олевського району, загинуло 205 жителів.
У 1923—54 роках — адміністративний центр Перганської сільської ради Олевського району.

## Населення
Згідно з переписом УРСР 1989 року чисельність наявного населення села становила 590 осіб, з яких 295 чоловіків та 295 жінок.
За переписом населення України 2001 року в селі мешкало 410 осіб.

### Мова
Розподіл населення за рідною мовою за даними перепису 2001 року:
| Мова       | Відсоток |
| ---------- | -------- |
| українська | 98,08 %  |
| російська  | 0,96 %   |
| білоруська | 0,72 %   |
| молдовська | 0,24 %   |